# ガビン・ジェフリーズ
ガビン・ジェフリーズ（Gavin Jeffries 1976年11月24日- ）は南アフリカ共和国出身の野球選手。身長179cm。体重84kg。ポジションは投手。左投左打。
現在は国内リーグのBellvilleでプレーしている。

## 国際試合
2006年のWBCでは南アフリカ代表に選出されたが登板機会はなかった。
2007年のIBAFワールドカップの南アフリカ代表にも選出された。
2009年のWBCでも南アフリカ代表に選出され、1試合に登板した。